# D. H. Lawrence
David Herbert Lawrence (11 tháng 9 năm 1885 – 2 tháng 3 năm 1930) là một tiểu thuyết gia, nhà thơ, nhà viết kịch, viết luận, nhà phê bình văn chương và họa sĩ người Anh, dưới bút danh D. H. Lawrence. Những tác phẩm nối tiếp nhau của ông, cũng như nhiều tác phẩm khác, đã phản ánh mặt trái vô nhân tính của thời kỳ hiện đại và công nghiệp hóa. Những nội dung mà Lawrence đi sâu khám phá bao gồm sự lành mạnh về cảm xúc, sức sống, tính tự phát và bản năng.
Những tư tưởng của Lawrence khiến ông có nhiều kẻ thủ, ông phải chịu đựng những ngược đãi, kiểm duyệt, xuyên tạc của chính quyền đối với những tác phẩm đầy sáng tạo trong suốt nửa cuối cuộc đời, trong đó có nhiều năm ông tự đày ải mình mà ông gọi là "cuộc hành hương về nơi hoang dã". Lúc qua đời, công chúng biết đến ông như một người viết truyện khiêu dâm, một kẻ đã lãng phí tài năng lớn của mình. E. M. Forster, trong một bản cáo phó, đã lên tiếng thách thức dư luận và gọi ông là "Tiểu thuyết gia sáng tạo bật nhất trong thế hệ của chúng ta." Sau đó, một nhà phê bình có sức ảnh hưởng lớn ở Đại học Cambridge là F. R. Leavis đã bênh vực cho cả tính chính trực về phương diện nghệ thuật và tính nghiêm túc về phương diện đạo đức của ông, qua đó đặt những tiểu thuyết của Lawrence's nằm trong số những tác phẩm truyền thống kinh điển của tiểu thuyết Anh.

## Cuộc đời và sự nghiệp

### Thời niên thiếu

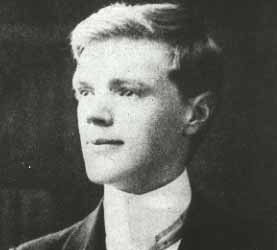
D. H. Lawrence năm 21 tuổi (1906)

Là con thứ tư của Arthur John Lawrence, một thợ mỏ ít học vấn, và Lydia (tên thời con gái là Beardsall), từng là giáo viên, nhưng vì những khó khăn tài chính của gia đình, phải làm thợ thủ công trong một xuởng đăng-ten, Lawrence sống những năm đầu trong một thị trấn khai thác than mỏ ở Eastwood, Nottinghamshire. Ngôi nhà nơi ông sinh ra ở Eastwood, số 8a đường Victoria, ngày nay là bảo tàng nơi khai sinh D.H. Lawrence (D.H. Lawrence Birthplace Museum). Gia cảnh thuộc tầng lớp công nhân, cùng với những căng thẳng trong mối quan hệ giữa cha mẹ trở thành nguồn nguyên liệu thô cho một số tác phẩm đầu tay của ông. Sau đó Lawrence thường về quên và viết những tác phẩm về thị trấn Underwood kế bên, gọi nó là "quê hương của trái tim tôi", lấy nó làm bối cảnh cho nhiều tiểu thuyết của ông.
Cậu bé Lawrence theo học tại trường Beauvale Board (nay được đổi tên thành Trường Tiểu học Greasley Beauvale D. H. Lawrence để tỏ lòng tôn kính ông) từ năm 1891 đến năm 1898, trở thành học sinh đầu tiên giành được học bổng của Hội đồng Địa hạt để chuyển lên học tại Trường Trung học Nottingham ở Nottingham gần kề. Cậu ra trường năm 1901, làm thư ký cho một xưởng sản xuất dụng cụ phẫu thuật trong vòng ba tháng, nhưng một cơn viêm phổi nặng đã khiến cậu không thể tiếp tục công việc. Trong thời kỳ dưỡng bệnh, cậu thường đến thăm nông trại Hagg's, nơi trú ngụ của gia đình Chambers, và bắt đầu làm bạn với Jessie Chambers. Một khía cạnh quan trọng trong mối quan hệ với Chambers cũng như với những thanh thiếu niên khác là lòng yêu sách, một sở thích đã theo Lawrence suốt cuộc đời. Trong những năm 1902 - 1906, Lawrence làm giáo viên ở trường British, Eastwood. Rồi chàng trai trẻ trở thành sinh viên toàn thời gian và nhận Chứng chỉ giảng dạy tại Đại học Nottingham năm 1908. Trong những năm đầu đời này, Lawrence đã viết những vần thơ đầu tiên, vài truyện ngắn, và bản thảo một cuốn tiểu thuyết có tựa Laetitia, mà sau này trở thành quyển Chim công trắng. Cuối năm 1907 ông thắng một cuộc thi viết truyện ngắn ở Nottingham Guardian, đây là lần đầu tiên ông được biết đến rộng rãi hơn về tài năng văn chương.

### Khởi nghiệp
Mùa thu năm 1908, chàng trai trẻ vừa tốt nghiệp Lawrence bỏ lại ngôi nhà thời thơ ấu, chuyển đến Luân Đôn. Ông vẫn tiếp tục viết lách trong thời gian giảng dạy ở trường Davidson Road. Một vài bài thơ đầu tiên, được Jessie Chambers trình bày, đã giành được sự chú ý của Ford Madox Ford, người sau này được biết đến dưới cái tên Ford Hermann Hueffer, biên tập của tạp chí The English Review, một tờ báo có tầm ảnh hưởng lớn. Sau Hueffer cho đăng truyện Hương cúc. Sau khi truyện được đăng trên tạp chí này, Heinemann, một nhà xuất bản ở Luân Đôn, đã đến mời Lawrence về làm việc. Sự nghiệp viết lách nghiêm túc của ông bắt đầu, dù ông vẫn dạy ở trường thêm một năm nữa. Không lâu sau khi bản in thử tiểu thuyết đầu tay của ông, Chim công trắng, xuất hiện năm 1910, mẹ Lawrence qua đời vì ung thư. Chàng trai trẻ đau đớn tột cùng. Ông đã miêu tả những tháng sau ấy là một "năm đau ốm". Rõ ràng Lawrence có mối quan hệ vô cùng thân thiết với mẹ, và nỗi đau ấy đã trở thành bước ngoặt lớn trong đời ông, như việc bà Morel qua đời đã đánh dấu một cột mốc mới trong cuốn tiểu thuyết tự truyện Những đứa con trai và những người tình của ông, một tác phẩm thuật lại nhiều về quãng thời gian ông còn học ở tỉnh lẻ.

## Các tác phẩm văn học

### Tiểu thuyết
- The White Peacock (Chim công trắng) (1911)
- The Trespasser (Kẻ xâm nhập) (1912)
- Sons and Lovers (Những đứa con trai và những người tình) (1913)
- The Rainbow (Cầu vồng) (1915)
- Women in Love (Người đàn bà đang yêu) 1920)
- The Lost Girl (Cô gái lạc lối) (1920)
- Aaron's Rod (1922)
- Kangaroo (1923)
- The Boy in the Bush (1924)
- The Plumed Serpent (1926)
- Lady Chatterley's Lover (Người tình của phu nhân Chatterley) (1928)
- The Escaped Cock (1929), được xuất bản sau này với tên The Man Who Died.

### Tập truyện ngắn
- The Prussian Officer and Other Stories (Sĩ quan Phổ và những câu chuyện khác) (1914)
- England, My England and Other Stories (Nước Anh, nước Anh của tôi và những câu chuyện khác) (1922)
- The Horse Dealer's Daughter (Con gái của tên buôn ngựa) (1922)
- St Mawr and other stories (Thánh Mawr và những câu chuyện khác) (1925)
- The Woman who Rode Away and other stories (1928)
- The Rocking-Horse Winner (1926)
- Mother and Daughter (Mẹ và con) (1929)
- The Virgin and the Gipsy and Other Stories (Cô gái đồng trinh và chàng du tử) (1930)
- Love Among the Haystacks and other stories (1930)
- The Lovely Lady and other tales (1932)
- The Tales of D.H. Lawrence (Những mẫu chuyện của D.H. Lawrence) (1934)
- Collected Stories (Tuyển tập truyện) (1994).

### Tuyển tập thơ
- Love Poems and others (Những bài thơ tình và những bài thơ khác) (1913)
- Amores (1916)
- Look! We have come through! (1917)
- New Poems (Những bài thơ mới) (1918)
- Bay: a book of poems (Vịnh: một cuốn sách thơ) (1919)
- Tortoises (1921)
- Birds, Beasts and Flowers (Những chú chim, những con thú và những đóa hao) (1923)
- The Collected Poems of D H Lawrence (Tuyển tập thơ D H Lawrence) (1928)
- Pansies (1929)
- Nettles (1930)
- Last Poems (Những bài thơ cuối cùng) (1932)
- Fire and other poems (Lửa và những bài thơ khác) (1940)
- The Complete Poems of D H Lawrence (Tuyển tập thơ D H Lawrence) (1964)
- The White Horse (1964)
- D. H. Lawrence: Selected Poems (D. H. Lawrence: Tuyển tập thơ) (1972).

### Kịch
- The Daughter-in-Law (Con dâu) (1913)
- The Widowing of Mrs Holroyd (1914)
- Touch and Go (1920)
- David (1926)
- The Fight for Barbara (1933)
- A Collier's Friday Night (1934)
- The Married Man (1940)
- The Merry-Go-Round (1941)
- The Complete Plays of D H Lawrence (1965)

### Phi hư cấu
- Study of Thomas Hardy and other essays (Nghiên cứu Thomas Hardy và những tiểu luận khác) (1914)
- Movements in European History (Những trào lưu trong lịch sử châu Âu) 1921)
- Psychoanalysis and the Unconscious (1921)
- Fantasia of the Unconscious (1922)
- Studies in Classic American Literature (1923)
- Reflections on the Death of a Porcupine and other essays (1925)
- A Propos of Lady Chatterley's Lover (1929)
- Apocalypse and the writings on Revelation (1931)
- Phoenix: The Posthumous Papers of D. H. Lawrence (1936)
- Phoenix II: Uncollected, Unpublished and Other Prose Works by D. H. Lawrence (1968)

### Du kí
- Twilight in Italy and Other Essays (Chạng vạng ở Italia và những ghi chép khác) (1916)
- Sea and Sardinia (1921)
- Mornings in Mexico and Other Essays (Buổi sáng ở Mexico và những ghi chép khác) (1927)
- Sketches of Etruscan Places and other Italian essays (1932).